# Aladia
Aladia – nieistniejąca meksykańska linia lotnicza z siedzibą w Monterrey, w stanie Nuevo León.
W 2008 roku linia zaprzestała wszelkiej działalności.